# Jean-Baptiste Dejeanty
Jean-Baptiste Dejeanty, né le 13 février 1978, est un navigateur français, il vit à Lorient.
Il fait des études d'architecture navale à l'université de Southampton. En 2001, il ouvre son propre chantier, Artech, et construit un Mini 6.50 avec lequel il prend part à la Transat 6.50 en 2003. Par la suite, il passe à la classe IMOCA et en 2008, il est le plus jeune concurrent à prendre le départ du Vendée Globe sur Maisonneuve - Région Basse-Normandie.

## Palmarès
- 2008 : Abandon au Vendée Globe sur le 60 pied Maisonneuve[5],[6]
- 2007 :
  - 11e sur 17 des IMOCA sur la Transat Jacques Vabre avec Hervé Laurent[7]
  - 7e sur 14 des IMOCA sur la Rolex Fastnet Race[8]
- 2006 : 9e sur 12 des IMOCA sur la Route du Rhum[9]
- 2005 : 10e sur 12 des IMOCA sur la Transat Jacques Vabre avec Alexandre Toulorge[10]
- 2004 :
  - 25e sur 31 de la Transat AG2R avec Barnabé Chivot[11]
  - 3e de la Mini-Fastnet
- 2003 :
  - Abandon sur la Transat 6.50
  - 4e de l’Open demi-clé 6.50